# Università Heinrich Heine di Düsseldorf

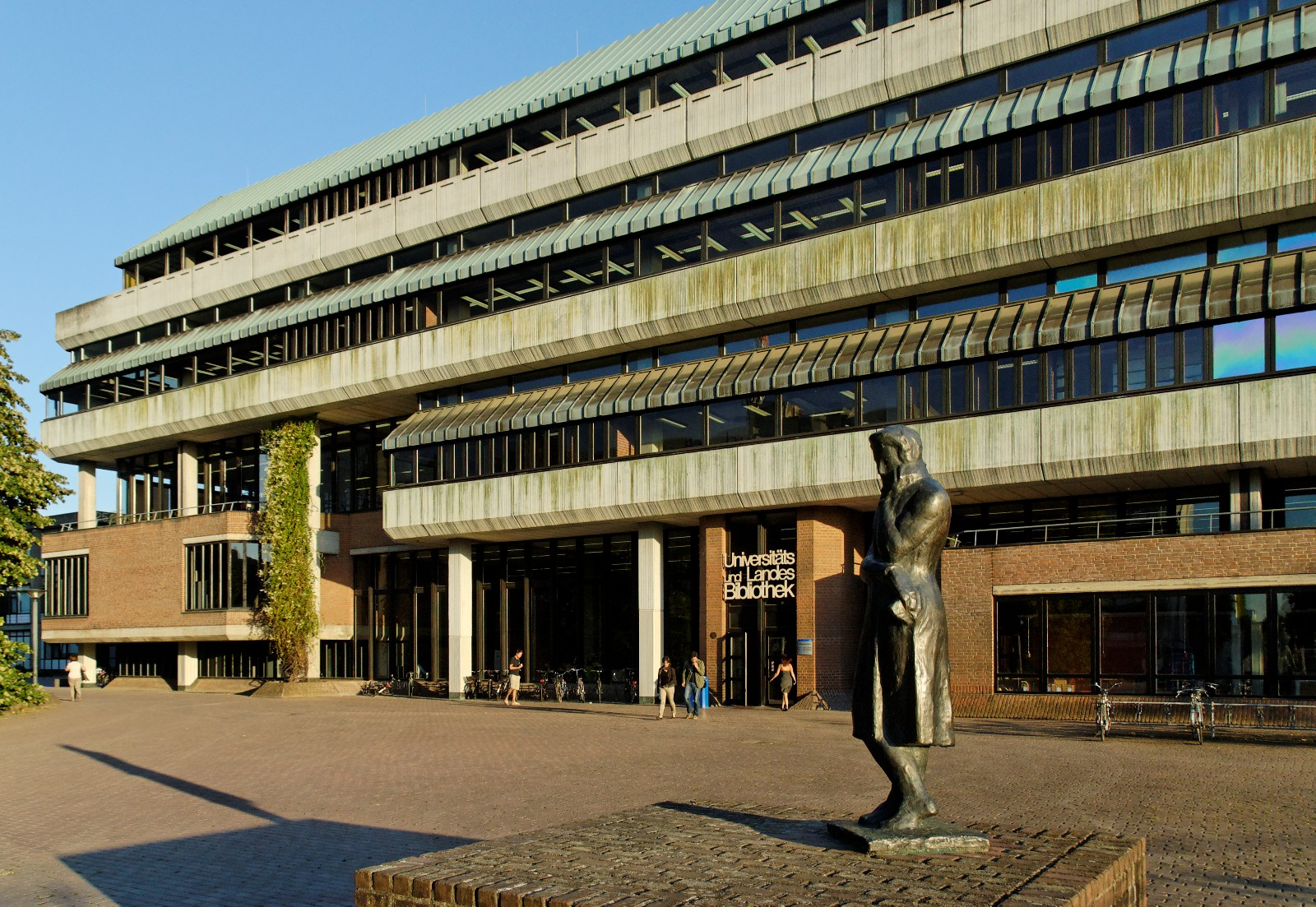
La biblioteca della università

L'Università Heinrich Heine di Düsseldorf (Heinrich-Heine-Universität Düsseldorf) si trova nella città di Düsseldorf, nel Bundesland Renania Settentrionale-Vestfalia. L'università fu fondata nell'anno 1965. Nell'anno accademico 2010/2011 c'erano 17 002 studenti iscritti. Nel 2009 c'erano 619 professori.